# Dossiers d'archéologie
 (juillet 2017).
Dossiers d'archéologie, créée en 1973, est une revue bimestrielle française de vulgarisation consacrée à l'archéologie. Elle publie deux hors-séries par an.
Elle a changé plusieurs fois de titres :
- de 1973 à 1980, elle s'intitule Les Dossiers de l'archéologie  (ISSN 0184-7538) ;
- de 1980 à 1985, Histoire et Archéologie  (ISSN 0294-6017) ;
- de 1985 à 1989, Dossiers histoire et archéologie  (ISSN 0299-7339) ;
- depuis 1989, Dossiers d'archéologie.

Revue thématique, elle propose à chaque livraison une série d'articles de synthèse rédigés par des spécialistes français et étrangers, archéologues, historiens et historiens de l’art sur un sujet particulier couvrant le champ de la préhistoire ou de l'archéologie.
La revue est éditée à Dijon aux Éditions Faton.